# Rijnvoetbalkampioenschap 1926/27 (Zuid-Duitsland)
In 1926/27 werd het negentiende Rijnvoetbalkampioenschap gespeeld, dat georganiseerd werd door de Zuid-Duitse voetbalbond. Na dit seizoen werd de competitie geherstructureerd. De vijf bestaande Bezirksliga's werden vervangen door vier nieuwe Bezirksliga's die wel telkens uit twee reeksen bestonden waarvan de top drie naar de eindronde ging. In tegenstelling tot sommige andere competities veranderde er niet veel voor de clubs uit de Rijncompetitie.
VfL Neckarau werd kampioen en VfR Mannheim vicekampioen. Beide clubs plaatsten zich voor de Zuid-Duitse eindronde. In de vicekampioenengroep werd Mannheim voorlaatste en in de kampioenengroep Neckarau vierde. 

## Bezirksliga
| Plaats | Club                      | Wed. | W  | G | V  | Saldo | Ptn.  |
| ------ | ------------------------- | ---- | -- | - | -- | ----- | ----- |
| 1.     | VfL 1884 Neckarau         | 18   | 13 | 2 | 3  | 63:24 | 28:8  |
| 2.     | VfR Mannheim 1896         | 18   | 11 | 3 | 4  | 63:29 | 25:11 |
| 3.     | FC Phönix 04 Ludwigshafen | 18   | 11 | 3 | 4  | 42:30 | 25:11 |
| 4.     | SV Waldhof 07             | 18   | 10 | 1 | 7  | 60:41 | 21:15 |
| 5.     | FC 1903 Pirmasens         | 18   | 9  | 1 | 8  | 45:49 | 19:17 |
| 6.     | SV Darmstadt 98           | 18   | 8  | 2 | 8  | 44:55 | 18:18 |
| 7.     | Ludwigshafener FG 03      | 18   | 8  | 0 | 10 | 39:42 | 16:20 |
| 8.     | FV 1919 Speyer            | 18   | 6  | 0 | 12 | 52:67 | 12:24 |
| 9.     | SpVgg 03 Sandhofen        | 18   | 3  | 2 | 13 | 31:66 | 8:28  |
| 10.    | FC Phönix 1902 Mannheim   | 18   | 3  | 2 | 13 | 28:64 | 8:28  |

|  | Kampioen, geplaatst voor Zuid-Duitse eindronde en Bezirksliga Rijn-Saar (Groep Rijn) |
|  | Play-off voor Zuid-Duitse eindronde Bezirksliga Rijn-Saar (Groep Rijn)               |
|  | Geplaatst voor de Bezirksliga Rijn-Saar (Groep Rijn)                                 |
|  | Geplaatst voor de Bezirksliga Rijn-Saar (Groep Saar)                                 |
|  | Geplaatst voor de Bezirksliga Main-Hessen (Groep Hessen)                             |

Play-off voor de tweede plaats
|  |              |       |                           |  |
|  | VfR Mannheim | 1 - 0 | FC Phönix 04 Ludwigshafen |  |
|  |              |       |                           |  |

## Kreisliga

### Unterbaden
| Plaats | Club                       |
| ------ | -------------------------- |
| 1.     | Mannheimer FC 08 Lindenhof |
|        | VfTuR Feudenheim           |
|        | SpVgg 07 Mannheim          |
|        | FC Vorwärts Mannheim       |
|        | FC Alemannia Rheinau       |
|        | FV 1898 Schwetzingen       |
|        | FV 08 Hockenheim           |
|        | SpVgg Plankstadt           |

|  | Geplaatst voor promotie-eindronde |

### Neckarkreis
| Plaats | Club                          |
| ------ | ----------------------------- |
| 1.     | FC Germania 03 Friedrichsfeld |
|        | FC Viktoria Neckarshausen     |
|        | SpVgg Amicitia Viernheim      |
|        | FG Kirchheim                  |
|        | VfB Heidelberg                |
|        | FV 09 Weinheim                |
|        | FVgg Eppelheim                |
|        | SpVgg Eberbach                |

|  | Geplaatst voor promotie-eindronde |

### Odenwald
| Plaats | Club                   |
| ------ | ---------------------- |
| 1.     | SpVgg 04 Arheilgen     |
|        | FC Olympia Lampertheim |
|        | VfR Bürstadt           |
|        | Viktoria Griesheim     |
|        | SK Olympia Lorsch      |
|        | FC Germania Pfungstadt |
|        | VfR Union Darmstadt    |
|        | SpVgg Eberbach         |

|  | Geplaatst voor promotie-eindronde |

### Kreis Vorderpfalz
| Plaats | Club                        |
| ------ | --------------------------- |
| 1.     | FC Pfalz Ludwigshafen       |
|        | SC Germania 04 Ludwigshafen |
|        | SV Union Ludwigshafen       |
|        | SpVgg Mundenheim            |
|        | VfR Friesenheim             |
|        | Arminia Rheingönheim        |
|        | FV 1900/02 Frankenthal      |
|        | FG 1914 Oppau               |
|        | VfR Oggersheim              |
|        | Viktoria Neuhofen           |
|        | Viktoria Herxheim           |

|  | Geplaatst voor promotie-eindronde |

### Kreis Hinterpfalz
| Plaats | Club                          |
| ------ | ----------------------------- |
| 1.     | VfR Pirmasens                 |
|        | SK 05 Pirmasens               |
|        | FV 1900 Kaiserslautern        |
|        | VB Zweibrücken                |
|        | SV Phönix 1910 Kaiserslautern |
|        | Pfalz Pirmasens               |
|        | FC Münchweiler                |
|        | Olympia Kaiserslautern        |
|        | FV Homburg                    |
|        | FC Rodalben                   |
|        | VfR Kaiserslautern            |

|  | Geplaatst voor promotie-eindronde |

### Promotie-eindronde
| Plaats | Club                          | Wed. | W | G | V | Saldo | Ptn.  |
| ------ | ----------------------------- | ---- | - | - | - | ----- | ----- |
| 1.     | FC Pfalz Ludwigshafen         | 8    | 6 | 1 | 1 | 27:17 | 13:03 |
| 2.     | VfR Pirmasens                 | 8    | 3 | 2 | 3 | 11:16 | 08:08 |
| 3.     | Mannheimer FC 08 Lindenhof    | 8    | 2 | 3 | 3 | 17:13 | 07:09 |
| 4.     | FC Germania 03 Friedrichsfeld | 8    | 1 | 4 | 3 | 12:17 | 06:10 |
| 5.     | SpVgg 04 Arheilgen            | 8    | 2 | 2 | 4 | 14:24 | 06:10 |

|  | Promotie naar Bezirksliga Rijn-Saar (Groep Rijn)     |
|  | Promotie naar Bezirksliga Rijn-Saar (Groep Saar)     |
|  | Promotie naar Bezirksliga Main-Hessen (Groep Hessen) |